# Gérard Heulard
Pour les articles homonymes, voir Heulard ou Heulhard.
Gérard Heulard, né le 14 avril 1939, est un pêcheur français licencié à la Fédération française de pêche sportive au coup.

## Palmarès
- Champion du monde de pêche sportive au coup en eau douce individuel, en 1979 (à Saragosse);
- Triple champion du monde de pêche sportive au coup en eau douce par équipes, en 1978 (à Vienne), 1979 (à Saragosse), et 1981 (à Ludington);
- Vice-champion du monde de pêche sportive au coup en eau douce par équipes, en 1982 (à Newry);
- 3e du championnat du monde par équipes, en 1977 (à Ehnen);
- Quadruple vice-champion de France de pêche sportive au coup en eau douce individuel, en 1979, 1981 1983, et 1985.